# 王富洲
王富洲（1935年—2015年7月18日），男，河南西华人，中国登山运动员。

## 生平
王富洲出生于河南省西华县，1958年毕业于北京地质学院石油地质勘察系，同年被选入中国登山队。1959年，获得运动健将称号。1960年5月25日凌晨4时20分，突击队长王富洲与贡布、屈银华一起首次从北坡登上世界最高峰珠穆朗玛峰。1964年5月2日，中国登山队许竞（队长）、王富洲等10名运动员首次登上希夏邦马峰，是人类首次登上该峰顶，同时还创造了一次10名队员集体登上8000米以上高峰的世界纪录。1960年和1964年，王富洲两次获得国家体委颁发的体育运动荣誉奖章。
1979年，王富洲担任中国登山协会秘书长。后来，他历任中国登山协会主席，中国科学探险协会常务副主席兼秘书长、中国登山协会顾问。1981年获国家教练称号。1984年，被评为中华人民共和国成立35年来杰出运动员之一。
2015年7月18日19时30分在北京逝世。

## 登山记录
- 1958年，列宁峰
- 1959年，慕士塔格山
- 1960年，珠穆朗玛峰，首次从北坡登顶
- 1964年，希夏邦马峰，首次登顶[1]